# Національний музей Колумбії

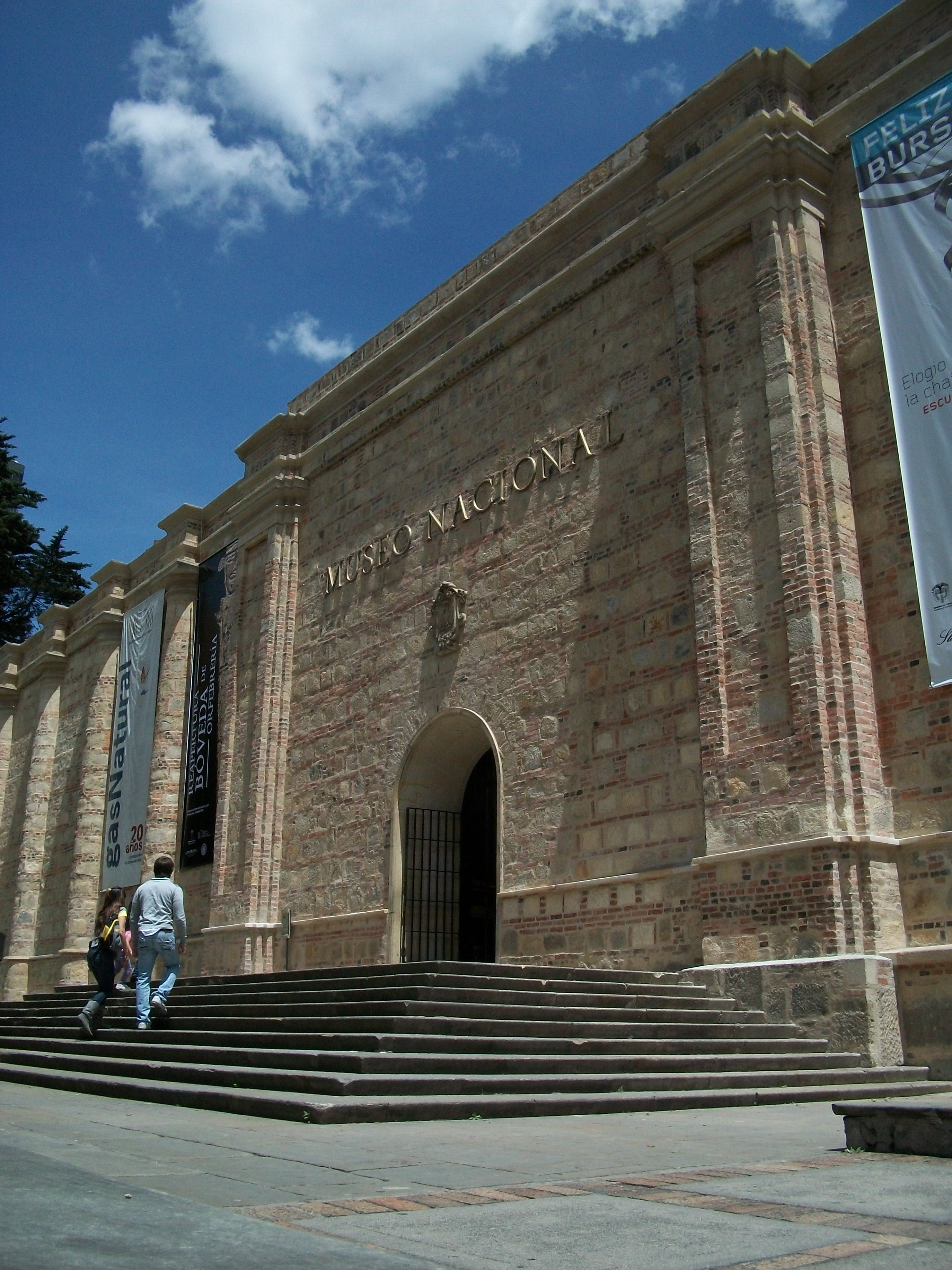
Головний вхід в музей

 Національний музей Колумбії  (ісп. Museo Nacional de Colombia) — музей у місті Богота (Колумбія).
Найбільший і найстаріший музей Колумбії. Керується Міністерством культури Колумбії. 

## Колекція
Колекція музею розділена на чотири розділи: мистецтво, історія, археологія та етнографія.
У колекції представлено як колумбійське мистецтво, так і латиноамериканське та європейське, зокрема картини, малюнки, гравюри, скульптури,  інсталяції та предмети декоративно-ужиткового мистецтва від колоніального періоду до наших днів. Будівля музею довгий час була в'язницею, побудованою данським архітектором Томасом Рідом. 
У колекції представлені картини та скульптури Фернандо Ботеро, Грегоріо Васкеса, Андреса де Санта Марія, Фідоло Гонсалеса Камарго, Роберто Парамо, Ромуло Розо, Марко Тобона Мехія, Франсиско Антоніо Кано, Густаво Арсіли Урібе, Хосе Домінго Родрігеса, Алехандро Обрегона, Енріке Грау, Едгара Негрета, Едуардо Раміреса Вільямісара, Сантьяго Мартінеса Дельгадо, Рікардо Гомеса Кампусано, Роберто Писано, Гільєрмо Видемана, Рамона Торреса Мендеса і Альваро Барріоса. 
Тут також зберігається найбільша в Латинській Америці колекції ікон Симона Болівара і численні картини, малюнки та гравюри, в тому числі і роботи Хосе Марія Еспіноси і Педро Хосе Фігероа.

## Галерея

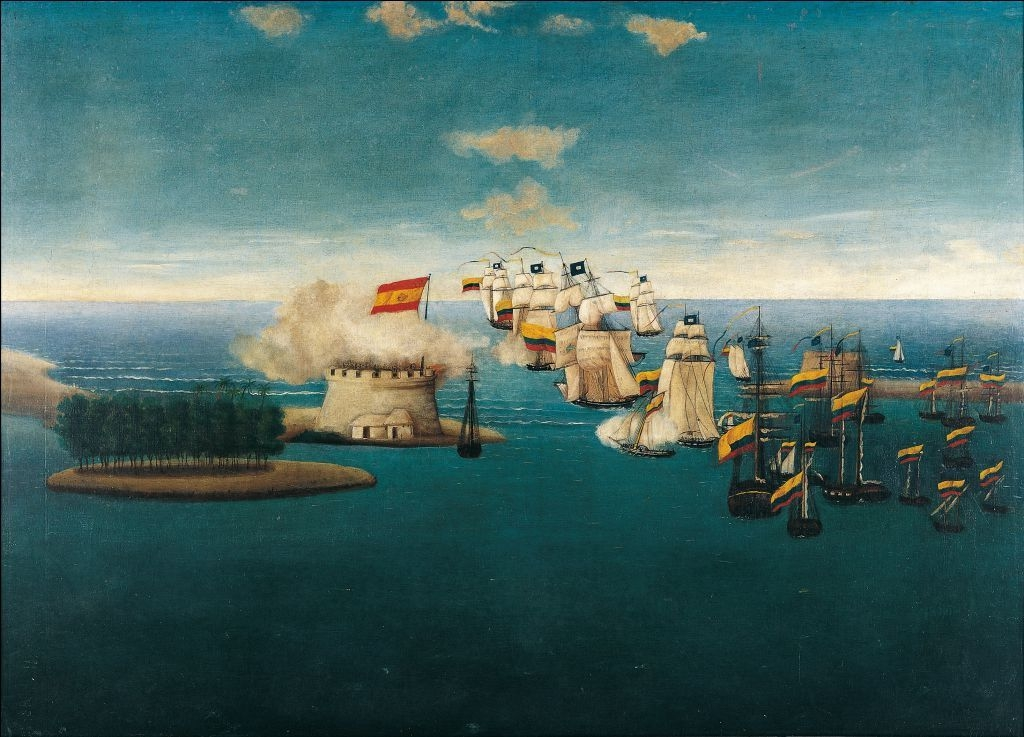
Хосе Марія Еспіноса Пріето, "Битва біля фортеці Маракайбо", 1840
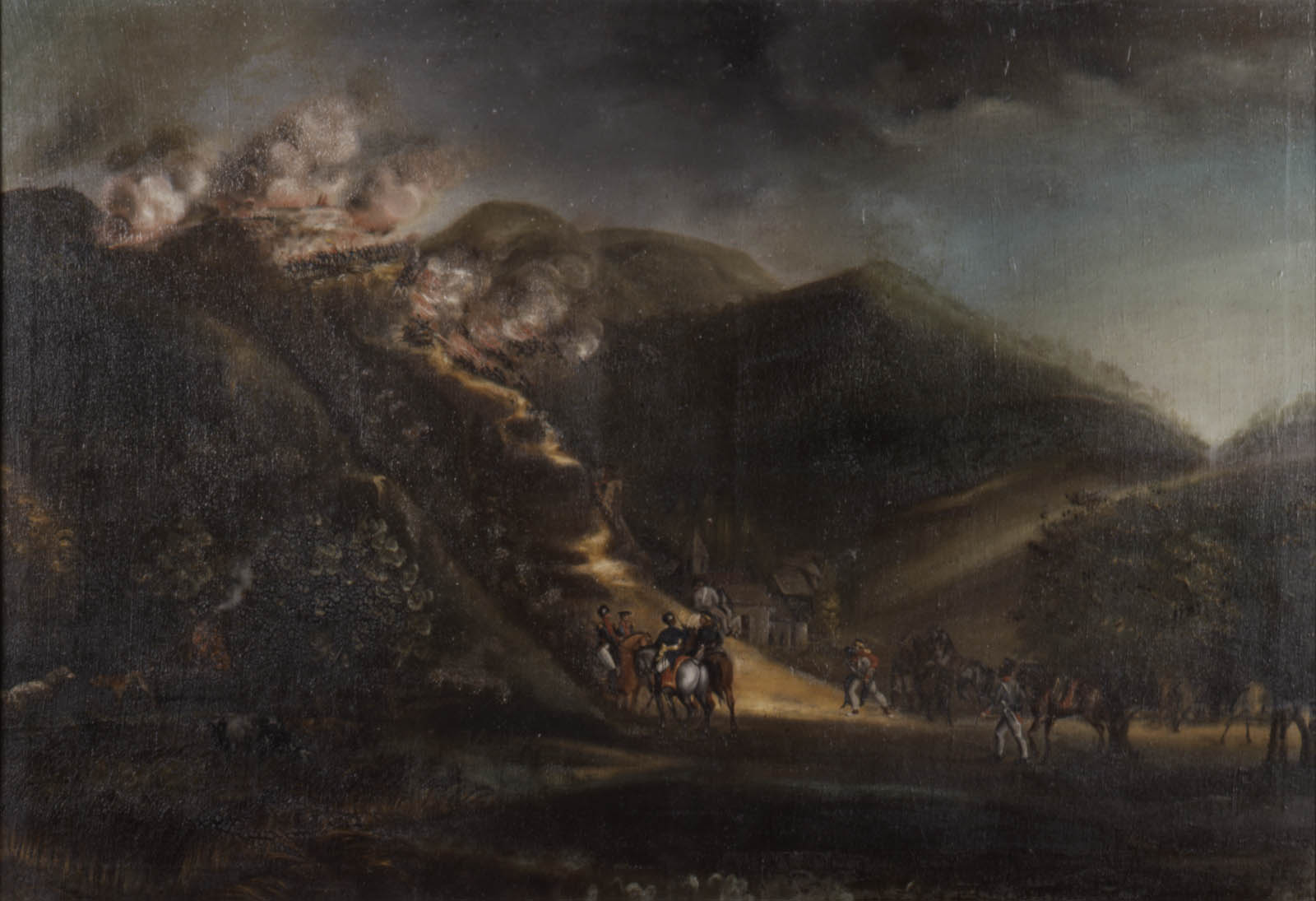
Хосе Марія Еспіноса Пріето, "Битва біля Кучілья-дель-Тамбо", 1850
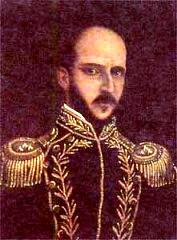
Франко Монтойя-і-Рубьяно, портрет генерала Томаса де Еррєра, 1880
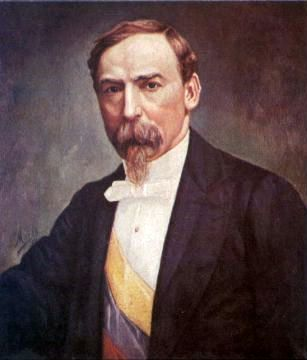
Рікардо Морос Урбіна, портрет президента Карлоса Ольгіна Мальяріно, 1891
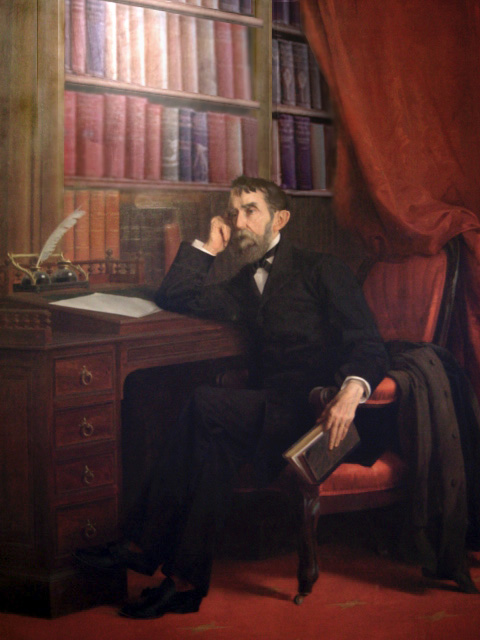
Епіфаніо Гарай, Портрет президента Рафаеля Нуньеса Моледо, 1891
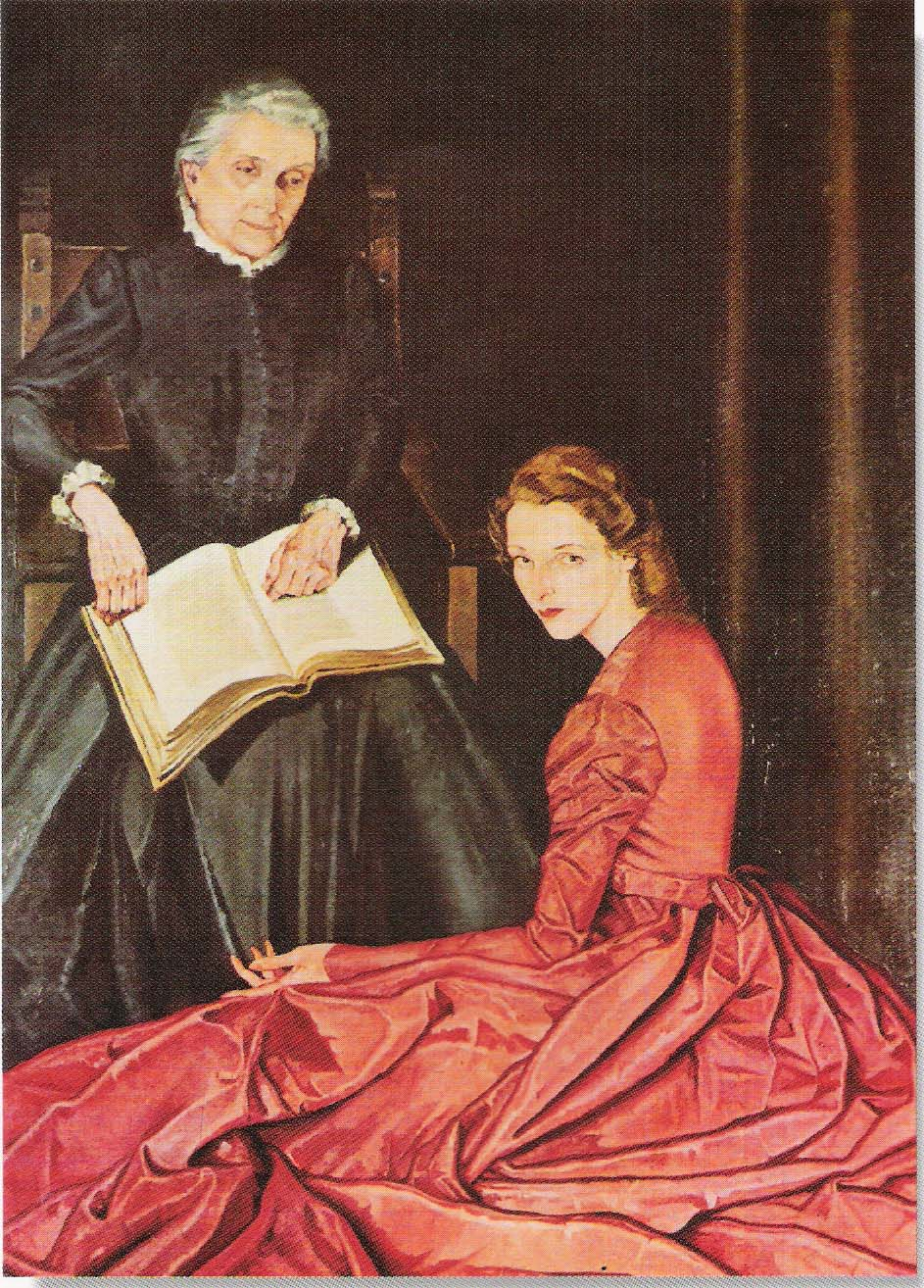
Сантьяго Мартінес Дельгадо, "Дружина і мати", 1941